# Marsilio Ficino
Marsilio Ficino (latinul:  Marsilius Ficinus), (Figline Valdarno, 1433. október 19. – Firenze, 1499. október 1.) itáliai orvos, filozófus és humanista.

## Élete
Pappá szentelték. Cosimo de’ Medici köréhez tartozott, tőle kapta careggi villáját, ahol Platón műveit fordította. A fordítást és a „Platón élete” című művét 1477-ben fejezte be. Tanított a Cosimo de’ Medici által alapított Firenzei Akadémián is. A kereszténységben az isteni őskinyilatkoztatás tudatos formáját látta; egyfajta harmóniát igyekezett megvalósítani a platóni tanok, a Szentírás, illetve az ágostoni eszmék között.

### Ficino és Magyarország
Noha Marsilio Ficino személyesen soha nem járt Magyarországon, mégis nagy szerepet játszott abban, hogy a neoplatonikus eszmék eljussanak Mátyás király udvarába. Kapcsolata Magyarországgal Janus Pannoniusszal való megismerkedésével kezdődött. 1469-ben írt levelében kérte Janus Pannonius közreműködését a platóni filozófia magyarországi terjesztésében. Amikor a Mátyás elleni összeesküvés után lecsillapodtak a kedélyek, Ficino folytathatta humanista tevékenységét Magyarország irányába, amihez nagy segítséget kapott közeli barátjától, Francesco Bandini de Baroncellitől, aki 1477-től Budán élt. A ficinói művek áramlása Budára Mátyás halálával ért véget, 1490-ben.

## Művei
Marsilio Ficino gyakran tartott otthonában összejöveteleket, hogy más humanista tudósokkal, filozófusokkal együtt életre keltse az ókori görög symposion hagyományát. Egy ilyen, Platónt ünneplő összejövetelt örökít meg Commentarium in Convivium Platonis de amore című műve, melyben humanista barátaival Platón Lakoma című műve alapján és annak szerkezetét követve elmélkedik a szerelemről. Ficino 1470 és 1474 között írta meg Platón eszméinek összefoglalását Theologia platonica de immortalitate animorum címen, témája szerint tíz kötetbe rendezve. Magyar vonatkozásában talán a legjelentősebb az a levele (1480 október), amelyben kifejti Mátyás király kiemelkedő szerepét a keresztény Európa védelmében és amely Exhortatio ad bellum contra barbaros címen az Epistolae (levélgyűjtemény) III. kötetének előszavaként jelent meg. Szintén nagy jelentőséggel bír Priscianus Lydus Theophrasztosz: Fragmenta de sensu, phantasia et intellectu című művéhez írt magyarázatának ficinói fordítása latinra, mely egyike a két fennmaradt Priscianus Lydus által írt műnek.

### Magyarul
- Az világi embereknek bolondságán valo siralom Marsilius Ficinus irásából; Heltai, Kolozsvár, 1635
- Marsilio Ficino: A szerelemről. Kommentár Platón a Lakoma c. művéhez; ford., utószó Imregh Monika, Arcticus, Bp., 2000, 143 o. 2. bővített kiadás: Polaris, (h.n.), 2024, 228 o.
- Platonikus írások; ford. Vassányi Miklós, előszó, jegyz. Elisabeth Blum, Paul Richard Blum, Thomas Leinkauf; Szt. István Társulat, Bp., 2003 (Fides et ratio)
- Marsilio Ficino: Három könyv az életről (részlet), fordítás, jegyzetek: Imregh Monika, Orpheus Noster (2011) III. évf. 2. szám, 63-78. o.
- Három könyv az életről; ford., jegyz., tan. Frazer-Imregh Mónika; Szenzár, Bp., 2023 (Bibliotheca hermetica)
- A szerelemről. Kommentár Platón A lakoma című művéhez; ford., jegyz., előszó Frazer-Imregh Monika; 2. bőv. kiad.; Polaris, Budapest, 2024

## Irodalom

De triplici vita, 1560

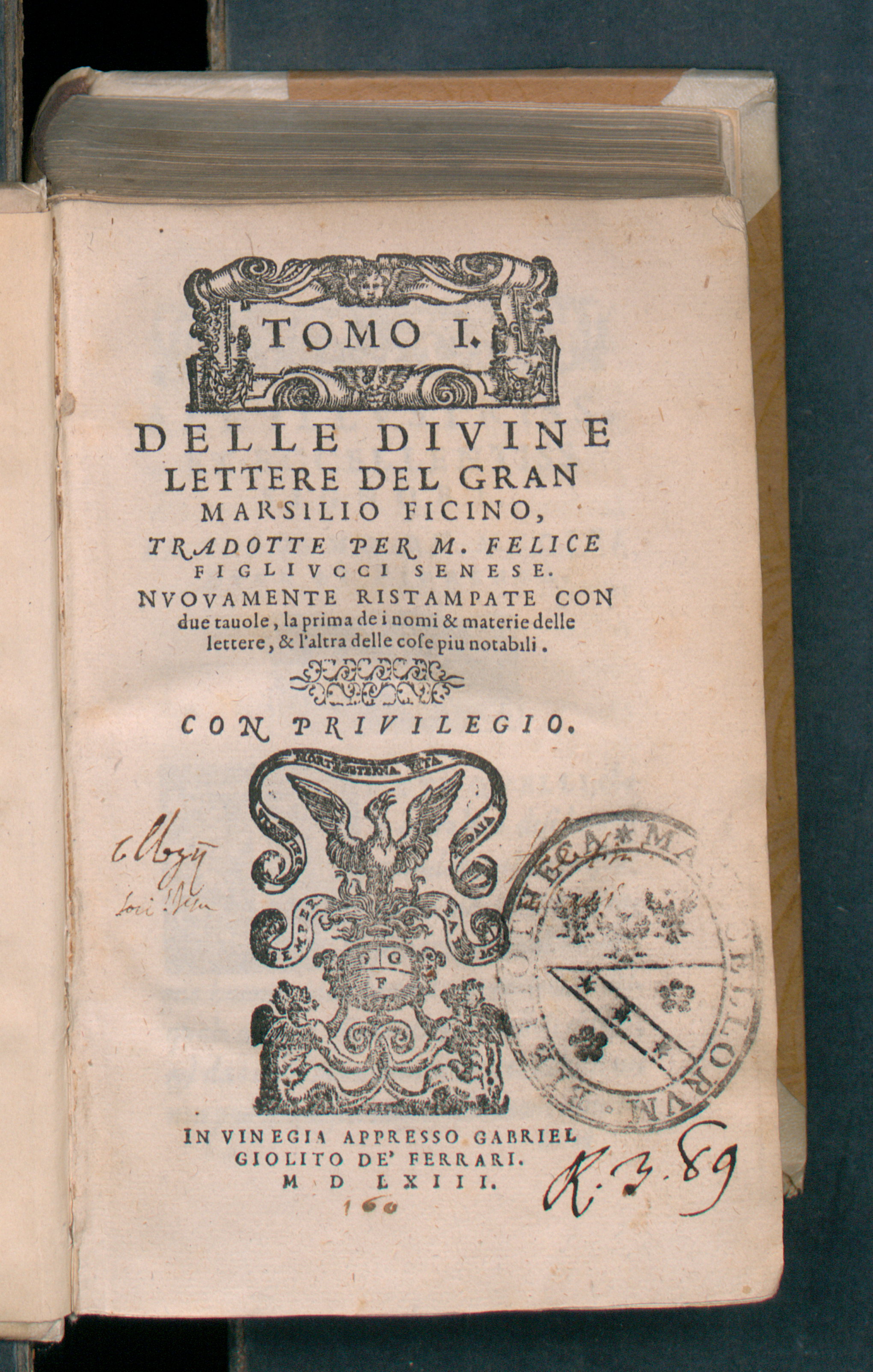
Delle divine lettere del gran Marsilio Ficino, 1563